# تپر
تپر (انگلیسی: Tapper) یک بازی آرکید است که شرکت ماروین گلس اند اسوسییتس در سال ۱۹۸۳ توسعه یافت و توسط بالی میدوی منتشر شد. تپر بازیکن را به جای یک نوشیار قرار می‌دهد که باید در هنگام جمع آوری لیوان‌ها و انعام‌ها به مشتریان مشتاق و تشنه (قبل از اینکه صبر آنها به پایان برسد) سرویس دهد. این بازی در سال ۱۹۸۴ توسط سگا در ژاپن توزیع شد.